# Монтгомери (округ, Огайо)
Округ Монтгомери (англ. Montgomery County) располагается в США, штате Огайо. По состоянию на 2010 год, численность населения составляла 534 325 человек. Был основан 1 мая 1803 года. Получил своё название по имени ирландского военного и политического деятеля Ричардa Монтгомери.

## География
По данным Бюро переписи США, общая площадь округа равняется 1 203 км², из которых 1 195 км² суша и 7 км² или 0,60 % это водоёмы.

### Соседние округа
- Майами (Огайо) — север
- Кларк (Огайо) — северо-восток
- Грин (Огайо) — восток
- Уоррен (Огайо) — юг
- Батлер (Огайо) — юго-запад
- Пребл (Огайо) — запад
- Дарк (Огайо) — северо-запад

## Демография
По данным переписи населения 2000 года в округе проживает 559 062 жителей в составе 229 229 домашних хозяйств и 146 935 семей. Плотность населения составляет 468 человек на км². На территории округа насчитывается 248 443 жилых строений, при плотности застройки 208 строений на км². Расовый состав населения: белые — 76,57 %, афроамериканцы — 19,86 %, коренные американцы (индейцы) — 0,23 %, азиаты — 1,31 %, гавайцы — 0,04 %, представители других рас — 0,49 %, представители двух или более рас — 1,51 %. Испаноязычные составляли 1,27 % населения.
В составе 29,60 % из общего числа домашних хозяйств проживают дети в возрасте до 18 лет, 46,30 % домашних хозяйств представляют собой супружеские пары проживающие вместе, 13,80 % домашних хозяйств представляют собой одиноких женщин без супруга, 35,90 % домашних хозяйств не имеют отношения к семьям, 30,40 % домашних хозяйств состоят из одного человека, 10,10 % домашних хозяйств состоят из престарелых (65 лет и старше), проживающих в одиночестве. Средний размер домашнего хозяйства составляет 2,37 человека, и средний размер семьи 2,96 человека.
Возрастной состав округа: 24,70 % моложе 18 лет, 9,70 % от 18 до 24, 29,00 % от 25 до 44, 22,90 % от 45 до 64 и 13,70 % от 65 и старше. Средний возраст жителя округа 36 лет. На каждые 100 женщин приходится 92,30 мужчин. На каждые 100 женщин старше 18 лет приходится 88,60 мужчин.
Средний доход на домохозяйство в округе составлял 40 156 USD, на семью — 50 071 USD. Среднестатистический заработок мужчины составлял 38 710 USD против 27 297 USD для женщины. Доход на душу населения был 21 743 USD. Около 8,30 % семей и 11,30 % общего населения находились ниже черты бедности, в том числе — 15,60 % молодежи (тех кому ещё не исполнилось 18 лет) и 8,20 % тех кому было уже больше 65 лет.